# Dálvares
Dálvares est une ancienne paroisse civile portugaise (en portugais : freguesia) de la municipalité de Tarouca dans le district de Viseu.
La loi no 11-A/2013 du 28 janvier 2013, portant réorganisation administrative du territoire des freguesias, fusionne Dálvares avec la paroisse voisine de Tarouca pour former l’União das freguesias de Tarouca e Dálvares (dont le siège est à Tarouca).